# Пандольфини, Туллио
Туллио Пандольфини (итал. Gianfranco Pandolfini; 6 августа 1914, Флоренция — 23 апреля 1999, Флоренция) — итальянский пловец и ватерполист, полевой игрок. Олимпийский чемпион 1948 года, чемпион Европы 1947 года.

## Биография
Туллио Пандольфини родился 6 августа 1914 года в итальянском городе Флоренция.
Играл в водное поло за «Флоренцию», в составе которой дважды выигрывал чемпионат Италии.
В 1947 году в составе сборной Италии завоевал серебряную медаль чемпионата Европы в Монте-Карло.
В 1948 году вошёл в состав сборной Италии по водному поло на летних Олимпийских играх в Лондоне и завоевал золотую медаль. Играл в поле, провёл 2 матча, мячей не забрасывал.
Также выступал в плавании, был чемпионом Италии.
Был награждён золотой медалью Олимпийского комитета Италии.
Умер 23 апреля 1999 года во Флоренции.

## Семья
Младший брат — Джанфранко Пандольфини (1920—1997), итальянский ватерполист. Олимпийский чемпион 1948 года.